# Galigekere, Krishnarajanagara
Galigekere là một làng thuộc tehsil Krishnarajanagara, huyện Mysore, bang Karnataka, Ấn Độ.